# Force of Habit
Force of Habit – piąty album studyjny amerykańskiego zespołu thrash metalowego Exodus wydany 17 sierpnia 1992 roku. Album ten różni się od poprzednich dokonań zespołu. Kompozycje na tym albumie są cięższe i wolniejsze i muzycznie album podchodzi pod groove metal. Do utworów "Thorn in My Side" i "Good Day to Die" nakręcono teledyski.
W 2008 roku album został ponownie wydany z dwoma dodatkowymi utworami "Crawl Before You Walk" i "Telepathic".

## Lista utworów
1. Thorn In My Side - 4:06
2. Me, Myself and I - 5:03
3. Force of Habit - 4:19
4. Bitch (The Rolling Stones cover) – 2:48
5. Fuel for the Fire - 6:04
6. One Foot In the Grave - 5:19
7. Count Your Blessings - 7:31
8. Climb Before the Fall - 5:38
9. Architect of Pain - 11:02
10. When It Rains It Pours - 4:20
11. Good Day to Die - 4:48
12. Pump it up (Elvis Costello & the Attractions cover) – 3:10
13. Feeding Time at the Zoo - 4:33

Utwory dodatkowe:
1. Crawl Before You Walk - 3:59
2. Telepathic - 4:48

## Twórcy
- Steve Souza – wokal
- Gary Holt – gitary
- Rick Hunolt – gitary
- Michael Butler – gitara basowa
- John Tempesta – perkusja